# Pływanie na Letnich Igrzyskach Olimpijskich 1988 – 4 × 100 m stylem dowolnym kobiet
4 × 100 m stylem dowolnym kobiet – jedna z konkurencji pływackich, które odbyły się 22 września 1988 roku podczas XXIV Igrzysk Olimpijskich w Seulu. 
Złoty medal zdobyły zawodniczki z NRD. Sztafeta w składzie: Kristin Otto (55,11), Katrin Meissner (54,73), Daniela Hunger (55,69), Manuela Stellmach (55,10) ustanowiły nowy rekord olimpijski (3:40,63). Srebrny medal wywalczyły reprezentantki Holandii (3:43,39), a brązowy pływaczki ze Stanów Zjednoczonych (3:44,25).

## Rekordy
Przed zawodami rekord świata i rekord olimpijski wyglądały następująco:
| Rekord            | Reprezentacja                                                                                             | Czas    | Miejsce | Data             |       |
| ----------------- | --- | ------- | ------- | ---------------- | ----- |
| Rekord świata     | NRD · Kristin Otto (54,73) · Manuela Stellmach (54,96) · Sabina Schulze (55,52) · Heike Friedrich (55,36) | 3:40,57 | Madryt  | 19 sierpnia 1986 | [ 1 ] |
| Rekord olimpijski | NRD · Barbara Krause (54,90) · Caren Metschuck (55,61) · Ines Diers (55,90) · Sarina Hülsenbeck (56,30)   | 3:42,71 | Moskwa  | 27 lipca 1980    | [ 2 ] |

W trakcie zawodów ustanowiono następujące rekordy:
| Data        | Etap konkurencji | Zawodniczki                                                                                               | Czas    | Rekord |
| ----------- | ---------------- | --- | ------- | ------ |
| 22 września | finał            | NRD · Kristin Otto (55,11) · Katrin Meissner (54,73) · Daniela Hunger (55,69) · Manuela Stellmach (55,10) | 3:40,63 | OR     |

## Wyniki

### Eliminacje
| Miejsce | Wyścig | Państwo           | Zawodniczki                                                                                               | Czas    | Uwagi |
| ------- | ------ | ----------------- | --- | ------- | ----- |
| 1.      | 1      | NRD               | Katrin Meißner (55,30) Sabina Schulze (56,32) Heike Friedrich (55,68) Daniela Hunger (55,83)              | 3:43,13 | Q     |
| 2.      | 2      | Holandia          | Conny van Bentum (56,34) Marianne Muis (55,96) Mildred Muis (55,85) Diana van der Plaats (55,97)          | 3:44,12 | Q     |
| 3.      | 2      | Stany Zjednoczone | Laura Walker (57,46) Paige Zemina (56,51) Jill Sterkel (56,07) Mary Wayte (55,06)                         | 3:45,10 | Q     |
| 4.      | 1      | ZSRR              | Inna Abramowa (57,56) Swietłana Isakowa (56,55) Jelena Diendiebierowa (56,02) Switłana Kopczykowa (56,15) | 3:46,28 | Q     |
| 5.      | 2      | Chiny             | Xia Fujie (57,37) Lou Yaping (57,23) Yang Wenyi (55,86) Zhuang Yong (55,90)                               | 3:46,36 | Q     |
| 6.      | 1      | RFN               | Karin Seick (57,54) Christiane Pielke (56,94) Katja Ziliox (57,75) Marion Aizpors (55,80)                 | 3:48,03 | Q     |
| 7.      | 2      | Dania             | Mette Jacobsen (57,10) Gitta Jensen (56,85) Pia Sørensen (56,93) Annette Jørgensen (57,95)                | 3:48,83 | Q     |
| 8.      | 2      | Kanada            | Kathy Bald (57,29) Kristin Topham (58,08) Allison Higson (57,09) Jane Kerr (56,74)                        | 3:49,20 | Q     |
| 9.      | 1      | Szwecja           | Agneta Eriksson (58,31) Karin Furuhed (57,31) Suzanne Nilsson (57,59) Eva Nyberg (57,29)                  | 3:50,50 |       |
| 10.     | 1      | Wielka Brytania   | Annabelle Cripps (57,87) June Croft (57,70) Linda Donnelly (58,01) Joanna Coull (57,26)                   | 3:50,84 |       |
| 11.     | 2      | Brazylia          | Adriana Pereira (58,59) Monica Rezende (59,37) Patrícia Amorim (59,92) Isabelle Vieira (58,41)            | 3:56,29 |       |
| 12.     | 1      | Kostaryka         | Natasha Aguilar (1:01,45) Marcela Cuesta (1:00,07) Carolina Mauri (1:00,25) Silvia Poll (57,90)           | 3:59,67 |       |
| 13.     | 2      | Korea Południowa  | Kim Eun-jeong (1:01,33) Han Young-hee (1:00,37) Park Joo-li (1:01,42) Lee Hong-mi (1:00,06)               | 4:03,18 |       |
| 14.     | 2      | Hongkong          | Hung Cee Kay (1:00,80) Fenella Ng (1:01,15) Tsang Wing Sze (1:03,67) Annemarie Munk (1:02,96)             | 4:08,58 |       |
| 15.     | 1      | Chińskie Tajpej   | Wang Chii (1:02,17) Sabrina Lum (1:03,31) Carwai Seto (1:01,82) Chang Hui-chien (1:02,54)                 | 4:09,84 |       |

### Finał
| Miejsce | Tor | Państwo           | Zawodniczki                                                                                                   | Czas    | Uwagi |
| ------- | --- | ----------------- | --- | ------- | ----- |
| 1 !     | 4   | NRD               | Kristin Otto (55,11) Katrin Meißner (54,73) Daniela Hunger (55,69) Manuela Stellmach (55,10)                  | 3:40,63 | OR    |
| 2 !     | 5   | Holandia          | Marianne Muis (56,26) Mildred Muis (56,36) Conny van Bentum (55,73) Karin Brienesse (55,04)                   | 3:43,39 |       |
| 3 !     | 3   | Stany Zjednoczone | Mary Wayte (55,88) Mitzi Kremer (55,68) Laura Walker (56,71) Dara Torres (55,98)                              | 3:44,25 |       |
| 4.      | 2   | Chiny             | Xia Fujie (57,78) Yang Wenyi (55,38) Lou Yaping (57,28) Zhuang Yong (54,25)                                   | 3:44,69 |       |
| 5.      | 6   | ZSRR              | Jelena Diendiebierowa (56,49) Swietłana Isakowa (56,20) Natalja Trefilowa (56,00) Switłana Kopczykowa (56,30) | 3:44,99 |       |
| 6.      | 8   | Kanada            | Kathy Bald (57,01) Patricia Noall (56,75) Andrea Nugent (56,31) Jane Kerr (56,68)                             | 3:46,75 | NR    |
| 7.      | 7   | RFN               | Stephanie Ortwig (57,91) Marion Aizpors (55,71) Christiane Pielke (56,46) Karin Seick (56,82)                 | 3:46,90 |       |
| 8.      | 1   | Dania             | Gitta Jensen (56,93) Pia Sørensen (57,28) Mette Jacobsen (56,95) Annette Jørgensen (58,09)                    | 3:49,25 |       |